# 387
Năm 387 là một năm trong lịch Julius.